# Teo Hernandez
Teo Hernandez (* 23. Dezember 1939 in Ciudad Hidalgo, Mexiko; † 22. August 1992 in Paris) war ein mexikanischer Filmemacher, Fotograf und Schriftsteller, der in Frankreich lebte und arbeitete. Seine Filme, die meistens nicht narrativ sind, sind auf Super 8 und Super 16 gedreht.

## Leben

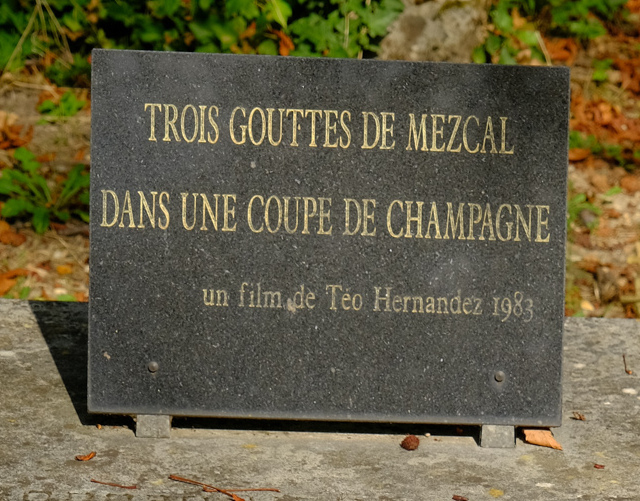
Grabstein auf dem Friedhof Père Lachaise mit dem Titel eines autobiografischen Filmes von 1983: „Drei Tropfen Mezcal in einem Glas Champagner“

Hernandez wurde 1939 in Ciudad Hidalho in Mexiko geboren. Vor seiner Arbeit als Filmemacher studierte Hernanez Architektur, 1958 gründete er mit Antonio Campomanes das Center for Cinematographic Experimentation (CEC) in Mexiko.
1966 zog er nach Frankreich, wo er für den Rest seines Lebens lebte und arbeitete. 1968 entstand sein erster bekannter Kurzfilm, dem bis 1970 einige weitere folgten. Nach einer ausgedehnten sechsjährigen Weltreise mit seinem Lebenspartner Michel Nedjar drehte er seinen ersten Langfilm Salomé (nach Oscar Wilde), sowie weitere Kurzfilme. Es folgte die Tetralogie Le corps de la passion (deutsch „Der Körper der Leidenschaft“, bestehend aus den Teilen Cristo, Christaux, Lacrima Christi, Graal; 1977–80) und die Filme Esmeralda (1977), Maya (1979), La vie brève de la flamme (1980) sowie weitere Kurzfilme. 1979 wurden Filme von ihm in der Cinémathèque française gezeigt.
1977 gründete er zusammen mit Gabriel Badaud (Pseudonym Gaël), Michel Nédjar und Jacques Haubois (Pseudonym Jakobois) das Filmkollektiv MétroBarbèsRochechou Art. Aus dieser Kollaboration entstand 1982 und 1983 je ein Filme. Er arbeitete zudem in enger Zusammenarbeit mit Studio d.m., welches 1983 in Paris von Bernardo Montet und Catherine Diverrès gegründet wurde. Das Studio prägte eine choreographische Tanzpraxis, die stark mit Literatur und Butoh verknüpft war.
Mit Souvenirs/Marseille schuf er 1980 den ersten Film einer Reihe von Filmen, die auf Reisen und Ausflügen aufgenommen wurden und im öffentlichen Raum gefilmt sind. Bis 1985 schuf Hernandez einige weitere längere Filme und viele Kurzfilme. 1984 zeigte das Centre Pompidou eine Retrospektive seiner Werke. Ab 1985 Jahren schuf Hernandez fast ausschließlich Kurzfilme, viele davon dokumentieren Ausflüge, Freunde und Alltag.
Teo Hernandez starb 1992 in Paris an AIDS. Er liegt auf dem Friedhof Père-Lachaise begraben. Seinen künstlerischen Nachlass vermachte er seinem Lebenspartner Michel Nédjar, der ihn 2000 an das Musée National d’Art Moderne übergab.

## Filmografie
Nicht Teil der aufgelisteten Filmografie sind die teilweise in Filmografien gelisteten Chutes de […], also kompilierte überschüssige Szenen aus anderen Filmen, da aus den Filmografien nicht klar hervorgeht, ob Hernández diese als eigene Filme betrachtete oder sie nur als Material aufhob.
- 1968: 14, Bina Gardens (Kurzfilm)[6]
- 1969: Estrellas de ayer (Kurzfilm)[7]
- 1969: Un Film Provocado por … (Kurzfilm)
- 1969: Images du bord de la mer (Kurzfilm)
- 1970: Juanito (Kurzfilm)
- 1970: Michel là-bas (Kurzfilm)
- 1970: Pause (Kurzfilm)
- 1976: Salomé[8]
- 1977: Cristo (Le corps de la passion I)
- 1977: Esmeralda
- 1977: Liberté provisoire (Kurzfilm)
- 1977: Luna India (Kurzfilm)
- 1978: Christaux (Le corps de la passion II)
- 1978: Corps aboli (Kurzfilm)
- 1978: Gaël (Kurzfilm)
- 1978: Michel Nedjar (Kurzfilm)
- 1979: Maya
- 1979: Tables d’hiver (Kurzfilm)
- 1980: Graal (Le corps de la passion IV) (Kurzfilm)[9]
- 1980: Lacrima Christi (Le corps de la passion III)
- 1980: La vie brève de la flamme
- 1980: Souvenirs/Marseille (Kurzfilm)[2]
- 1980: Souvenirs/Paris (Kurzfilm)
- 1981: Foire du trône[10]
- 1981: Gong (Kurzfilm)
- 1981: Marseille toujours (Kurzfilm)
- 1981: Pascal
- 1981: Sara (Kurzfilm)
- 1981: Souvenirs/Barcelone (Kurzfilm)
- 1981: Souvenirs/Bourges (Kurzfilm)
- 1981: Souvenirs/Florence (Kurzfilm)
- 1982: 4 à 4 MétroBarbèsRochechou Art (gemeinsam mit Michel Nedjar, Jakobois, Gaël)
- 1982: Eux (Kurzfilm)
- 1982: Nuestra Señora de París (Kurzfilm)
- 1982: Parvis Beaubourg
- 1983: Avant et après le dernier samedi d’avril (Kurzfilm)
- 1983: Feuilles d’été[11]
- 1983: Grape d’yeux (gemeinsam mit Michel Nedjar, Jakobois, Gaël)
- 1983: L’eau de la Seine (Kurzfilm)
- 1983: Portrait d’Andrea (Kurzfilm)[12]
- 1983: Sacré-Coeur (Kurzfilm)
- 1983: Souvenirs/Rouen (Kurzfilm)
- 1983: Trois gouttes de Mezcal dans une coupe de Champagne (Kurzfilm)
- 1984: 30 films brefs
- 1984: Citron pressé au Blue Bar (Souvenirs/Cannes) (Kurzfilm)
- 1984: Fragments du l’ange (Kurzfilm)
- 1984: Mesures de miel et de lait sauvage
- 1985: Au nouveau forum (Kurzfilm)[13]
- 1985: Bologna turrita (Kurzfilm)[14]
- 1985: Gabriel (Kurzfilm)[15]
- 1985: Gérard Courant filme “Cinématon”, Cinématon n°16 et n°481 (Kurzfilm)[16]
- 1985: Midi
- 1985: Pommes de Cazals (Kurzfilm)[17]
- 1985: Prima neve (Kurzfilm)[18]
- 1985: Vitriol (Kurzfilm)[19]
- 1986: Cinq films d’août (Kurzfilm)[20]
- 1986: Etretat, un jour de février (Kurzfilm)[21]
- 1986: Esquisse d’un portrait (Kurzfilm)
- 1986: La Tour Eiffel, Olivier (Kurzfilm)[22]
- 1986: Robillard André, Nedjar Michel (Kurzfilm)[23]
- 1986: Voir Vienne (Kurzfilm)[24]
- 1987: Bernardo Montet à Etretat (Kurzfilm)[25]
- 1987: Bernardo Montet au marché Saint-Germain (Kurzfilm)[26]
- 1987: Bernardo Montet au Moulin de la Pointe (Kurzfilm)[27]
- 1987: Chevaux (Introduction) (Kurzfilm)[28]
- 1987: Effeuiller l’acanthe (Kurzfilm)[29]
- 1987: Juste une promenade (Kurzfilm)[30]
- 1987: Pas de ciel (Kurzfilm)[31]
- 1987: Tranches (Kurzfilm)[32]
- 1987: Vloof l’aigrette (Kurzfilm)[33]
- 1987: Vloof l’aigrette – Pain de singe (Kurzfilm)[34]
- 1988: A Montpellier (Kurzfilm)
- 1988: Aux Catacombes (Kurzfilm)[35]
- 1988: Avec Michel Nedjar à Cologne (Kurzfilm)[36]
- 1988: Chevaux couleur (Kurzfilm)[37]
- 1988: Chevaux nb (Kurzfilm)[38]
- 1988: Clip clap jazz (Kurzfilm)[39]
- 1988: Création du printemps (Kurzfilm)[40]
- 1988: De l’etoile au Louvre (Kurzfilm)[41]
- 1988: Gaël à Saint-Denis (Kurzfilm)[42]
- 1988: Le canotier (Kurzfilm)[43]
- 1988: Le déjeuner (Kurzfilm)[44]
- 1988: L’enterrement de Joris Ivens (Kurzfilm)[45]
- 1988: Metro BarbèsRochechou Art Dernière rencontre (Kurzfilm)[46]
- 1988: Promenades (Kurzfilm)[47]
- 1988: Réveillon (Kurzfilm)[48]
- 1988: Sol y sombra (Kurzfilm)[49]
- 1989: A Chartres (Kurzfilm)[50]
- 1989: A Orléans (Kurzfilm)[51]
- 1989: Feuilles (Kurzfilm)[52]
- 1989: Gaël lit Pessoa (Kurzfilm)[53]
- 1989: Kader, Gaël (Kurzfilm)[54]
- 1989: Le drapeau de l’étoile (Kurzfilm)[55]
- 1989: Michel Nedjar 42 ans (Kurzfilm)[56]
- 1989: Novembre (Kurzfilm)[57]
- 1989: Paris juillet 89
- 1989: Versailles (Kurzfilm)
- 1990: A Brest (Kurzfilm)[58]
- 1990: Au Mexique (Kurzfilm)
- 1990: Concertino (Kurzfilm)[59]
- 1990: Jours de février (Kurzfilm)[60]
- 1990: Travaux (Kurzfilm)
- 1990: Une étoile de tissu (Kurzfilm)[61]
- 1990: Une partie de campagne (Kurzfilm)[62]
- 1990: Le livre brûlé (Kurzfilm)
- 1990: Le voyage au Méxique (Kurzfilm)
- 1990: Pour Concertino (Kurzfilm)[63]
- 1990: Soirée Kubelka (Kurzfilm)[64]
- 1990: Vita (Kurzfilm)[65]
- 1991: A Florence (Kurzfilm)[66]
- 1991: Avec Bernardo (Kurzfilm)
- 1991: Madrid, quelques images (Kurzfilm)[67]
- 1991: Studio D.M. (Kurzfilm)[68]
- 1992: La guerre (Kurzfilm)[69]
- 1992: Le feu (Kurzfilm)[70]
- 1992: Le zoo (Kurzfilm)[71]
- 1992: Tauride A Chateauvallon 1 (Kurzfilm)[72]
- 1992: Tauride A Chateauvallon 2 (Kurzfilm)[73]
- 1992: Tauride A Chateauvallon 3 (Kurzfilm)[74]
- 1992: Tauride, Angers 1 (Kurzfilm)[75]
- 1992: Tauride filage Angers (Kurzfilm)[76]